# チュウガタシロカネグモ

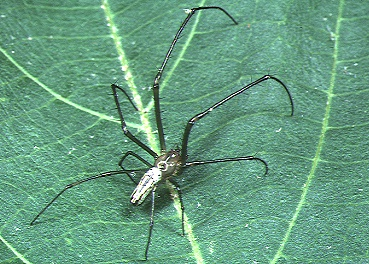
雄成体

チュウガタシロカネグモ Leucauge blanda は、アシナガグモ科シロカネグモ属のクモの1種である。水平円網を張り、野原や道ばたでごく普通に見られる。

## 特徴
足の細長い中型のクモ。体長は雌で9-13mm、雄では6-10mm。背甲は明るい褐色で縁取りが暗色となっている。腹部は背面が全体に金色を帯びた銀色をしており、その真ん中に1本、左右に1本ずつの黒い縦筋模様があって、この三本線は前方では互いに離れるが、後方に向かって互いに狭まり、後方では黒斑になって繋がり合う。また背面の前の方には左右に1つ、丸い盛り上がりがあり、その真上に黒い斑紋がある。腹部の下面では幅広い黒緑色の縦斑があり、その中に銀色の鱗状の斑紋が散らばるほか、糸疣のすぐ前に1対、後方に3対の黄色い斑紋がある。

## 生態等

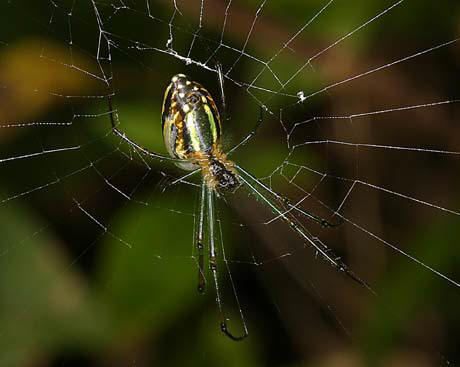
雌成体の腹面
縦斑紋や糸疣周囲の斑紋などが見て取れる。また網の中央に穴があるのも分かる。

水平の円網を張る。草の間に水平からやや斜めに網を張る。この類の円網は無こしきで、つまり円網の中心、普段クモが定位する中心部に穴が空いている。これは普通の円網の作り方に基づいて作られるので、網を張っている途中にはこしきはあるが、最終段階で中心部分を噛み切ってしまうことで作られる。
生息環境としては平地から里山に掛けての森林から草原におり、林縁や河川敷などによく見られる。外見的によく似たオオシロカネグモは渓流沿いに生息するのに対し、本種は水流のない平地や山地に見られる。
配偶行動としては雄は雌の網を訪れ、網の中央で雌雄向かい合う形で交接する。この際、雌雄ともに第3，第4脚で網に捉まり、第1，第2脚は互いに絡ませ合い、さらに口器も絡ませ合うために2頭の体はV字型になる。
なお、本種は刺激すると素早く体色に変化を見せる。これは節足動物全般ではクモ類にしかない現象であり、クモ類でもごく一部にしか見られない。本属はその数少ないものの1つであり、本種もこれに関して言及されたことがあるが、本種の場合、黒い帯模様がやや太くなる程度であり、見た目で大きく変わるというものではない。また行動の上でも刺激には敏感で、素早く網の端へと逃げ出す。

## 生活史
成体は5-6月から9月まで見られる。ただし小田原市の観察例では雄成体が4月には出現し、また9月頃にも見られ、雌成体は5月頃に出現するが以降は減少し、7月には見当たらなくなり、しかし9月上旬にはまた見られるようになる。このようなことから本種は年2化性と考えられる。これはこの程度の大きさのクモでは珍しいと思われる。卵嚢は径5mm程度の球形で約1ヶ月ほどで幼生が出てきて分散する。

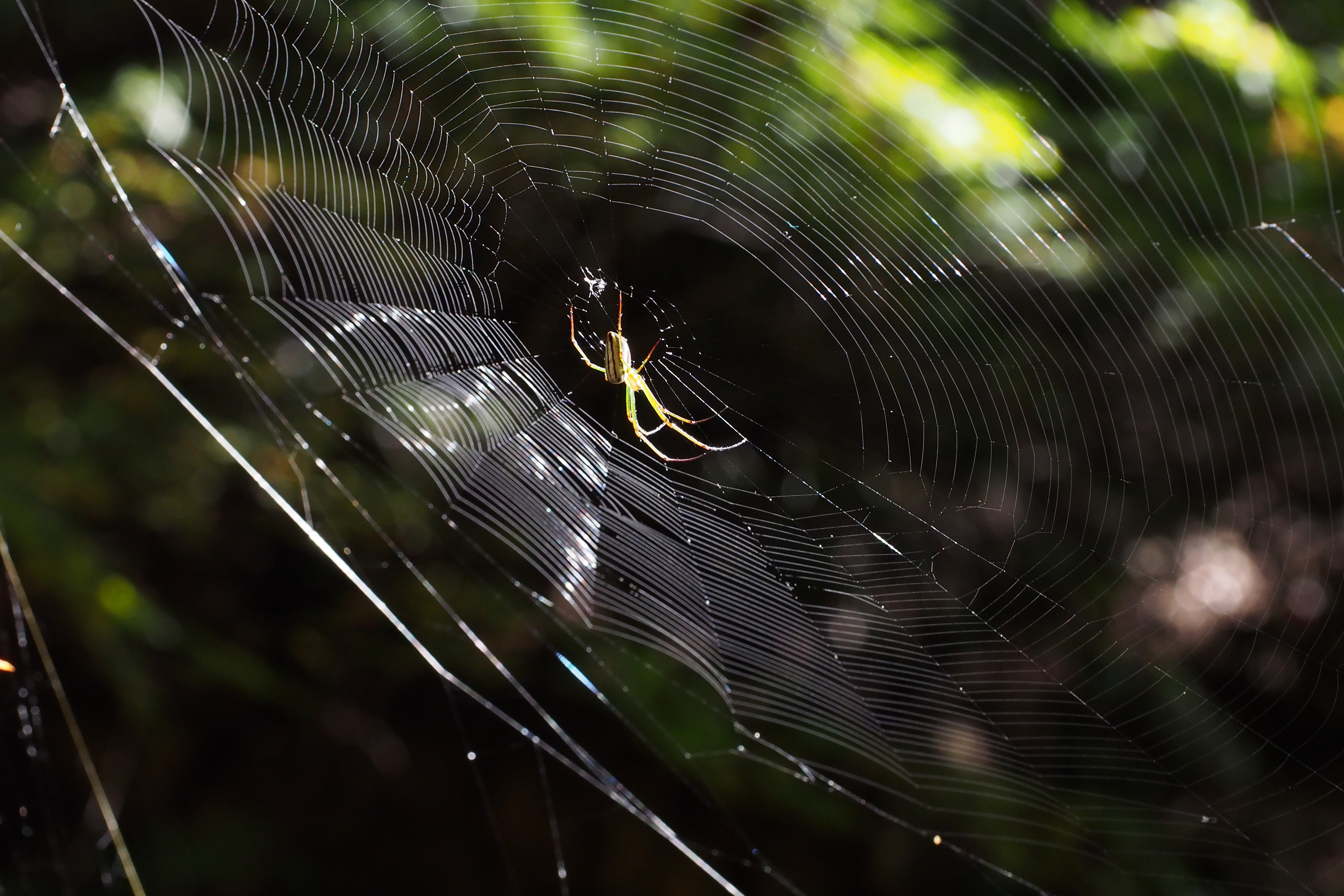
(やや斜めの)水平円網の下面に定位
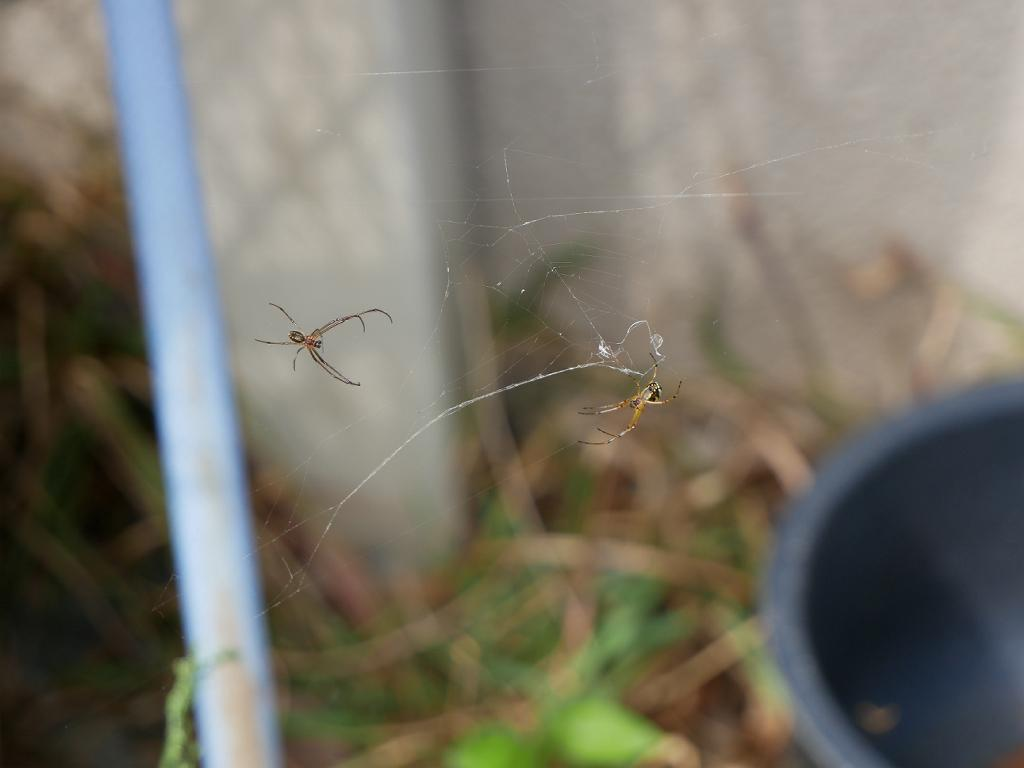
雌の網に雄が訪れたところ
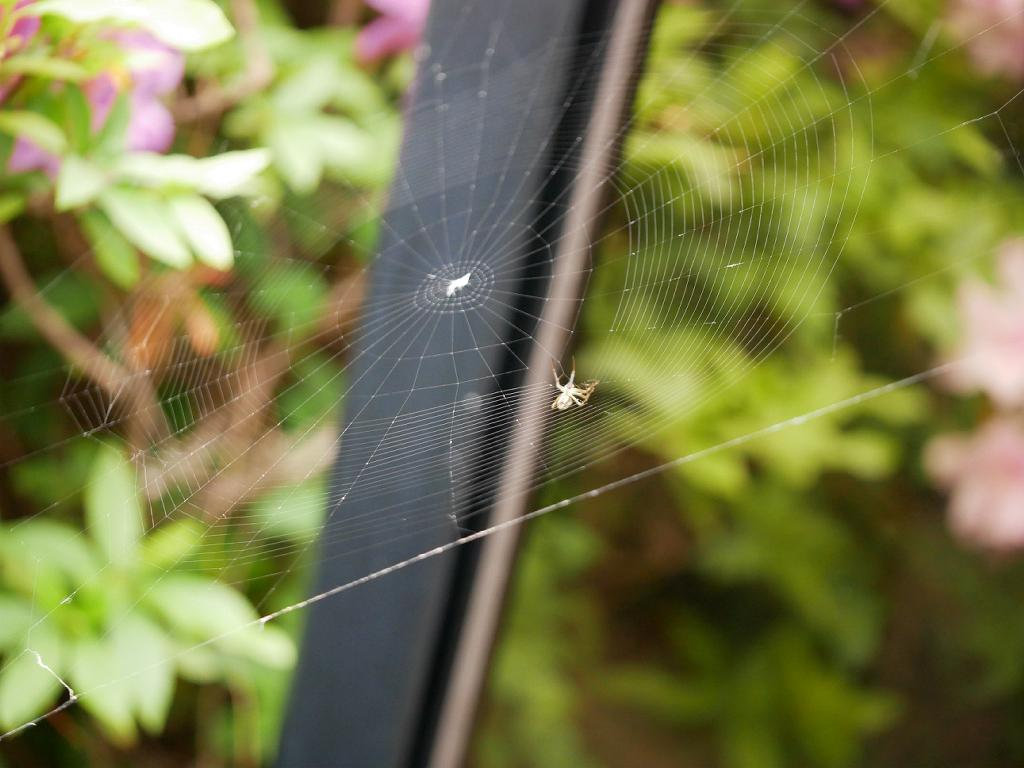
網を張っている最中 まだ中央がある

## 分布
日本では本州の千葉県、神奈川県以南、四国、九州、伊豆諸島と八重山群島までを含めた琉球列島に分布し、国外では台湾、韓国、中国から知られる。
なお、八木沼(1960)は本種がオオシロカネグモと誤同定されてきたことが多いことを記し、本州中部以北からも本種の報告があったものはこれによるものであることを示唆している。

## 近縁種
本種を含むシロカネグモ属は円柱形の腹部の背面が銀色に輝き、他のクモとは一見して区別できる。また第4脚の腿節に2列に並んだ聴毛という長い毛が10対以上も並んでいるのも重要な特徴とされ、これも肉眼で確認が可能である。この属は世界で170種が記載されており、日本からは6種が知られる。このうちで本種と紛らわしいのは以下の4種である。
- L. magnifica オオシロカネグモ

- L. subblanda コシロカネグモ
- L. decorata トガリシロカネグモ

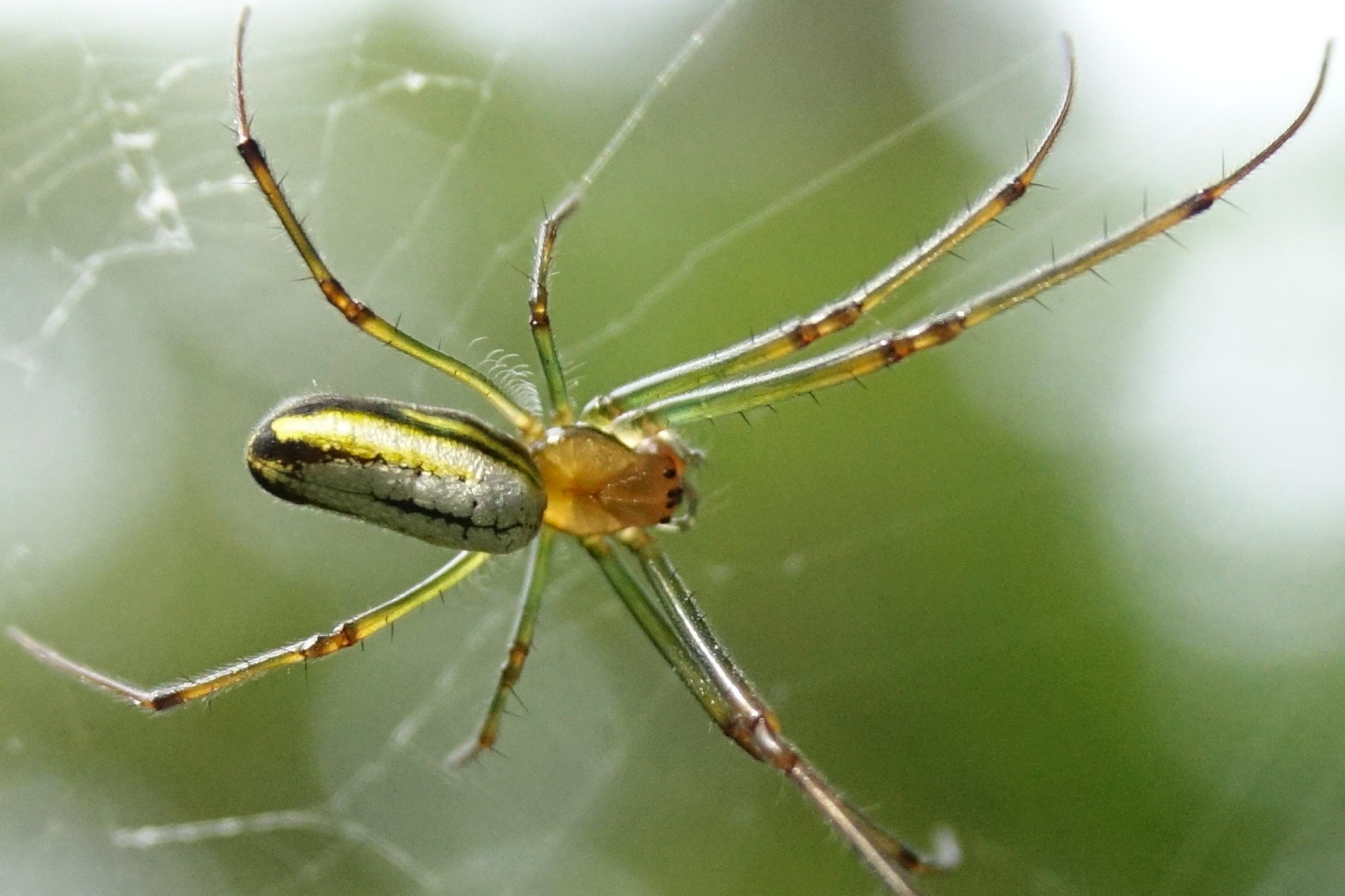
コシロカネグモ

このうちでトガリシロカネグモは日本では西表島からのみ知られている。他の2種は本種と分布が重なり、さらに北まで分布があり、コシロカネグモは北海道からも知られる。いずれも大きさ、模様、生態等似ているが、その中で本種の特徴は腹部前端近くの背面に左右1つの丸い瘤状突起があることで、他の3種ではその部分は滑らかに盛り上がっているだけである。ただし本種の瘤にある黒い斑紋は、他の種でも同様の位置に見られる例があり、瘤状に盛り上がっているかどうかの確認が必要である。細部では雌雄の性器でも形態に違いがある。ただし上述のように本種はオオシロカネグモと間違われやすく、それによる記録の混乱も見られるとのこと。
オオシロカネグモとコシロカネグモは背中の黒い帯模様で見分けられ、オオシロカネグモは３本のはっきりとした模様が頭部近くまで伸びているのに対して、コシロカネグモはサイドの２本の黒い模様は途中で途切れている。また、脚の付け根と胴体の腹側は、オオシロカネグモは白っぽいが、コシロカネグモは茶色を帯びている。
なお、Yoshida(2009)は台湾産の本属の9種について論じ、本種と上記の3種を合わせて L. cekebesiana と共に同一のグループに属するとしている。